# پیز کسچ
پیز کسچ (به لاتین: Piz Kesch) یک کوه در سوئیس است که در کانتون گراوبوندن واقع شده‌است. پیز کسچ ۳٬۴۱۸ متر بالاتر از سطح دریا واقع شده‌است.